# Copa Rio
A Copa Rio é uma competição de futebol do Rio de Janeiro organizada pela Federação de Futebol do Estado do Rio de Janeiro (FERJ). É por meio dela que alguns clubes do estado obtêm vagas em competições nacionais, como a Copa do Brasil ou o Campeonato Brasileiro da Série D. É considerada a segunda competição mais importante da federação, atrás do Campeonato Carioca.
Disputada pela primeira vez em 1991, tinha como objetivo definir o segundo clube do Rio de Janeiro que participaria da Copa do Brasil. Contudo, por alguns anos essa finalidade ficou de lado, a começar pela edição inaugural: o Flamengo foi o primeiro vencedor da história da Copa Rio, porém não participou da copa nacional do ano seguinte. O torneio só voltou efetivamente a garantir uma vaga em competições nacionais a partir de 2007, ano em que o campeão pôde escolher entre uma vaga na Copa do Brasil ou no Campeonato Brasileiro da Série C. Com a criação de mais uma divisão no futebol brasileiro a partir de 2009, desde 2008 o campeão da Copa Rio escolhe entre a Copa do Brasil ou Campeonato Brasileiro da Série D. A vaga não escolhida é destinada ao vice-campeão.
Ao longo dos anos, o torneio já foi disputado em diversos formatos e com número de participantes variando a cada edição. Atualmente, é jogado em sistema eliminatório, com partidas de ida e volta até a grande decisão. São aptos a participar da Copa Rio clubes das quatro primeiras divisões do escalão estadual, definidos de acordo com as posições nas respectivas competições.
Em 27 edições realizadas, houve 17 clubes campeões. O Volta Redonda é o maior vencedor da Copa Rio, com cinco títulos, seguido pela Portuguesa-RJ, com três conquistas.

## História

### 1991–1995: surgimento
Antes da Copa Rio, a Taça Guanabara, em edições independentes (de 1965 a 1971 e em 1980), exercia o papel de competição secundária em relação ao Campeonato Carioca no cenário do futebol do Rio de Janeiro. Com essa lacuna em aberto já há alguns anos, na década de 1990 o dirigente Eduardo Viana, que presidiu a FERJ de 1984 até 2006, decidiu criar uma copa estadual, a então chamada Taça do Estado do Rio de Janeiro (ou simplesmente Taça Rio).
Em agosto de 1990, o Conselho Arbitral da federação aprovou a criação da "I Taça do Estado do Rio de Janeiro", um novo torneio com a participação de times da segunda e terceira divisão estadual em uma fase inicial, com os times da primeira divisão se juntando numa fase final. O propósito original da nova competição era definir um dos representantes do estado na Copa do Brasil do ano seguinte (o outro seria o campeão do Campeonato Carioca), além de manter as equipes em atividade entre o Campeonato Brasileiro e o estadual, mas a ideia não recebeu muita aceitação dos chamados clubes grandes. Segundo o pesquisador Roberto Assaf, o certame possuía uma motivação obscura:
"Na verdade, a premissa desse torneio era uma vergonha. Ele foi criado para ver se o Americano [time pelo qual Viana torcia] era campeão".— Roberto Assaf
A primeira edição contou com a participação de 24 equipes, divididas entre o "Campeonato da Capital" e o "Campeonato do Interior". Estes dois campeonatos anexos perdurariam até 1995, com a semifinal chaveada entre o campeão e o vice-campeão de cada um deles, a fim de decidir os finalistas da Copa Rio. Por conta do grande número de equipes, o Jornal dos Sports chegou a apelidar o torneio de "Copão". Ao final da competição, o Flamengo, que jogou a maior parte da disputa com os reservas, derrotou na decisão o Americano, justamente o time de Eduardo Viana.  O rubro-negro não disputou a Copa do Brasil de 1992, apesar da "dobradinha" estadual (também foi o campeão do Carioca de 1991). A FERJ foi representada pelo segundo e quarto colocados da sua principal competição.
Nos dois anos seguintes, ocorreram as únicas duas edições que tiveram clássicos nas finais. Em 1992, o Vasco da Gama derrotou o Fluminense nas duas partidas decisivas. Já em 1993, o cruz-maltino levou a melhor diante do Flamengo na decisão, em uma competição esvaziada e jogada em sua maior parte com reservas. Apesar de apagada na extensa história do Vasco da Gama, a Copa Rio de 1993 foi lembrada na mídia por ser, desde então, a última vitória do Vasco sobre o Flamengo em uma final (desconsiderando turnos do estadual), sucedendo a final do título do Cariocão de 1988, marcada pelo gol do "folclórico" jogador vascaíno Cocada.
Em 1994, o Volta Redonda tornou-se o primeiro campeão de fora da capital, ao bater o Fluminense nos pênaltis, e ficou com a taça. Nessa edição, o Vasco desistiu no meio da disputa, uma vez que já estava classificado para a Copa do Brasil. Já em 1995, o Voltaço sagrou-se bicampeão, em uma edição marcada por outra desistência, dessa vez do Flamengo, que se retirou da disputa alegando divergências com a FERJ. Nesse ano, os outros grandes clubes só escalaram reservas e não avançaram até à final. O vice-campeão foi o Barra Mansa, na primeira final entre dois times interioranos.
Das cinco primeiras edições, apenas uma vez o propósito da competição de classificar a equipe vencedora para a Copa do Brasil se cumpriu, quando o Volta Redonda disputou o torneio nacional em 1995, por ter vencido a Copa Rio do ano anterior. Em 1992 e 1993, o Vasco também foi campeão do Campeonato Carioca, ganhando a vaga por esta competição, enquanto o vice-campeão ocupou o outro lugar. Já a partir de 1995, a CBF começou a aplicar novos critérios de participação na Copa do Brasil, aumentando o número de representantes por estado, não contemplando mais a Copa Rio.

### 1996–1997: as Copas do Interior

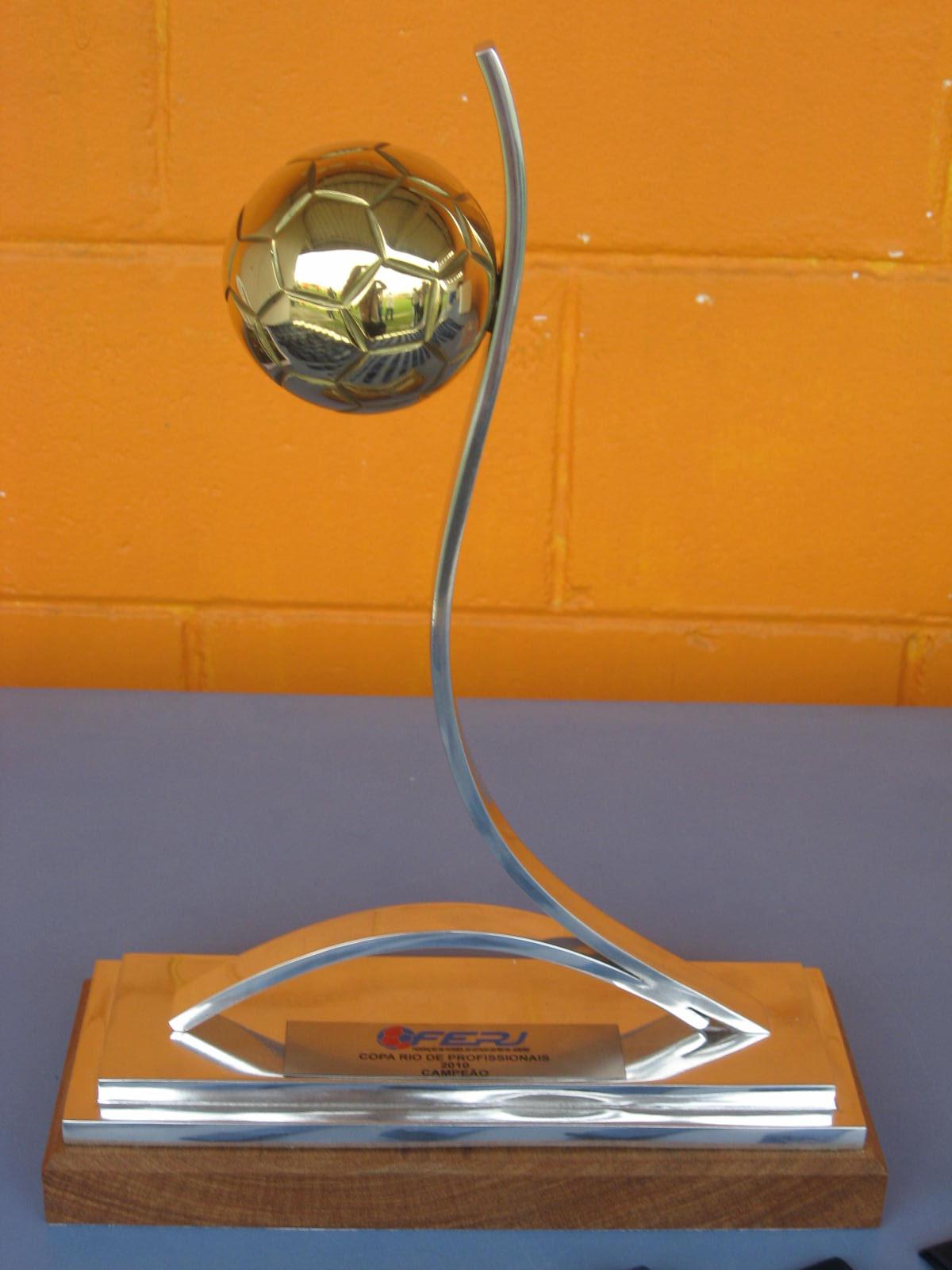
Troféu da Copa Rio de 2010

No início de 1996, a CBF aumentou novamente o número de participantes da Copa do Brasil, incluindo não só campeão e vice cariocas do ano anterior, mas também equipes convidadas, o que contemplava todos os quatro grandes. Com isso, a Copa Rio perdeu ainda mais prestígio: sem a participação das maiores equipes do estado, os demais times da capital também não demonstraram interesse. Assim, foi disputado apenas o "Campeonato do Interior" tanto em 1996 quanto em 1997.
A edição de 1996 foi vencida pelo Rubro Social, agremiação de Araruama, após derrotar o Mesquita na final. Já o torneio de 1997 foi conquistado pelo Duquecaxiense, que bateu o Rodoviário de Piraí na decisão.

### 1998–2000: tentativa de reestruturação
A partir de 1998, a FERJ reformulou o torneio para ter o retorno dos times da capital, porém sem garantir classificação para a Copa do Brasil. Contudo, esta empreitada durou apenas três anos. Na edição de 1998, as equipes participantes foram divididas em três grupos, dois com clubes da capital e um com agremiações do interior. Flamengo e Fluminense foram as únicas equipes grandes que participaram do campeonato. Para o Tricolor, recém-rebaixado para a Série C do Campeonato Brasileiro, a Copa Rio passou a ser tratada como "salvação" da temporada. Na final, o Fluminense venceu o São Cristóvão e ficou com o título.
Em 1999, o torneio foi disputado mais uma vez sem a presença de nenhum dos clubes grandes. Na ocasião, o Volta Redonda tornou-se o primeiro time a vencer a Copa Rio por três vezes, ao derrotar o Madureira nos dois jogos da final, garantindo desde então o posto de maior ganhador da competição. Em 2000, o certame contou com a participação do Botafogo, marcando a última vez que um time do G-4 carioca disputou a Copa Rio. O título, no entanto, ficou com a Portuguesa-RJ, o primeiro time de menor investimento da capital a ser campeão.

### 2005: a edição isolada
Após cinco anos sem ser disputada, a Copa Rio foi recriada em 2005. O novato Tigres do Brasil, fundado um ano antes na cidade de Duque de Caxias, ficou com o título, superando o Macaé.

### 2007–2016: a retomada definitiva
Em 2007, a competição foi retomada com novos atrativos: após muitos anos, a Copa Rio voltou a oferecer uma vaga na Copa do Brasil do ano seguinte e também passou a garantir uma vaga no Campeonato Brasileiro da Série C. Campeão da edição, o Volta Redonda optou por disputar a Copa do Brasil. Já a vaga na Série C de 2008 ficaria com a Cabofriense, vice-campeã, que desistiu de disputar o Brasileirão. Como as demais equipes mais bem colocadas não demonstraram interesse em participar, a vaga na Terceirona nacional ficou com o Duque de Caxias, sexto colocado. Curiosamente, mesmo com a presença assegurada "de última hora", a equipe da Baixada Fluminense conquistou o inédito acesso para Série B de 2009 ao terminar a Série C na quarta colocação.

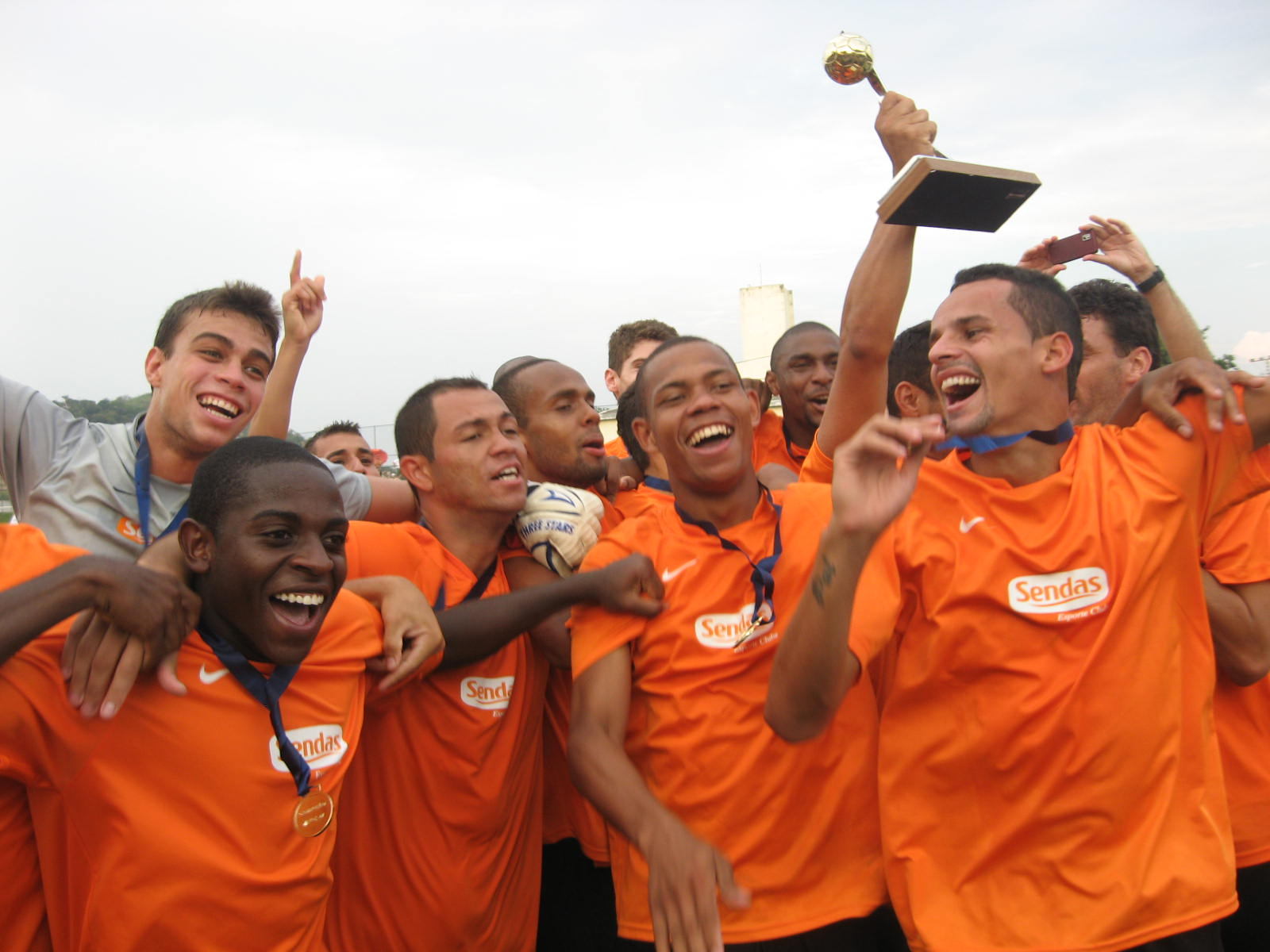
Jogadores do Sendas celebram a conquista da Copa Rio de 2010

A partir de 2008, com a anunciada reformulação da Série C do Brasileirão para o ano seguinte e a criação da Série D, a Copa Rio passou a oferecer vagas para a Copa do Brasil e para a quarta divisão nacional. O campeão desta edição foi o Nova Iguaçu, que se classificaria para a Copa do Brasil, enquanto o vice-campeão Americano ficaria com a vaga na Série D de 2009. Contudo, o time da Baixada Fluminense abriu mão de sua participação na copa nacional e o Americano herdou o seu lugar. Com isso, quem participou da quarta divisão do Brasileiro foi o Madureira, terceiro colocado na Copa Rio.
No ano seguinte, o Tigres do Brasil ficou com o troféu pela segunda vez na história ao bater o Madureira na grande decisão. Assim, a equipe duquecaxiense participou da Copa do Brasil de 2010, enquanto o Tricolor Suburbano disputou a Série D. Classificado via Copa Rio, o Madureira conquistou o acesso na Série D do Brasileirão no ano seguinte. Em 2010, o Sendas ficou com o título ao vencer na decisão o Bangu, optando por disputar a Série D em 2011 – o que faria já sob o novo nome Audax Rio. O Bangu, por sua vez, disputou a Copa do Brasil.
Em 2011, o campeão foi o Madureira ficando com a classificação para a Copa do Brasil de 2012, pois a equipe já disputava a Série C do Brasileirão. O Friburguense, vice-campeão, ficou com a vaga para a Série D de 2012. Na edição seguinte, o Nova Iguaçu conquistou o segundo título ao bater o Bangu. Em 2013, o Duque de Caxias ficou com a taça após derrotar o Boavista-RJ na grande final.
Em 2014 e 2015, o Resende dominou a competição e garantiu o bicampeonato. No primeiro título, emoção até o fim: no último jogo do campeonato, o goleiro Arthur marcou o gol da vitória aos 50 minutos do segundo tempo, levando a decisão contra o Madureira para os pênaltis, vencidos pelo Gigante do Vale. No outro ano, o título veio com uma goleada na final por 5–2 diante da Portuguesa-RJ.
Já no ano de 2016, a Copa Rio foi decidida pela primeira vez nos tribunais. Em um jogo descrito como "épico e memorável", o Friburguense foi derrotado pela Portuguesa-RJ por 4–3 no duelo de volta da final. Após abrir 2–0 e permitir a virada lusitana para 4–2, o terceiro gol da equipe serrana foi marcado no último minuto de jogo pelo goleiro Luiz Felipe, que antes já havia defendido um pênalti. Com o resultado, o título seria decidido nas penalidades, vencidas pelo Frizão. No entanto, nada disso valeu o troféu: como havia escalado o atleta Diego Guerra de forma irregular na primeira partida da final, o Friburguense foi punido com a perda de seis pontos, o que deu o título da competição para a Portuguesa-RJ.

### 2017–presente: torneio "mata-mata"
A partir do ano de 2017, a Copa Rio mudou de formato, deixando de ter uma ou mais fases de grupos e passou a ser disputada apenas em sistema eliminatório, o popular "mata-mata", em partidas de ida e volta. A premiação também foi definida em R$ 50 mil para o campeão e R$ 25 mil para o segundo colocado. O primeiro campeão nesse novo formato foi o Boavista-RJ, assegurando o título inédito na disputa por pênaltis.

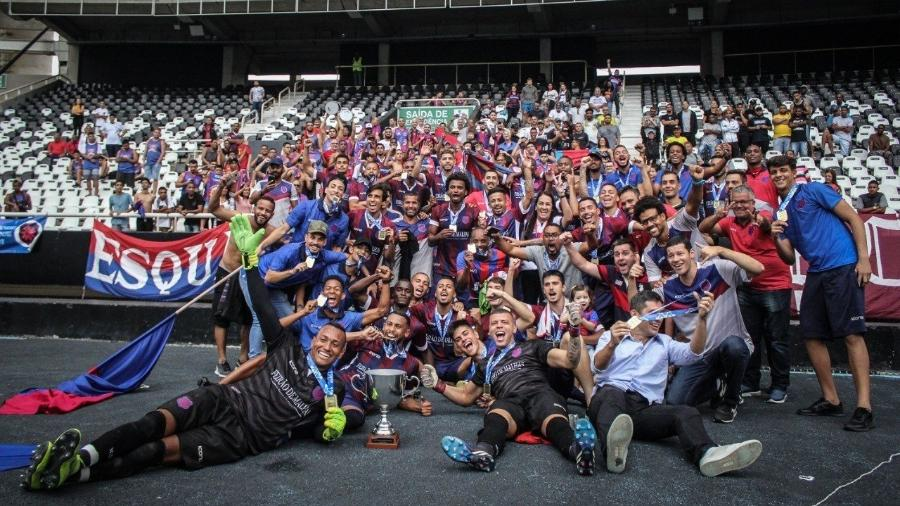
Comemoração do título da Copa Rio de 2019 pelo Bonsucesso, no Estádio Nilton Santos

Em 2018, pequenas mudanças no regulamento: para dar vagas também aos clubes da quarta divisão estadual (à época chamada de "Série C"), foram acrescentadas mais duas fases eliminatórias, aumentando o número de participantes de 16 para 25. Outra alteração foi a extinção da regra do gol fora de casa, seguindo o exemplo da Copa do Brasil, que aboliu esse critério de desempate também a partir desta temporada. Nessa edição, o campeão foi o Americano.
Na edição de 2019, houve a primeira final entre dois times da capital desde 1998, sendo a primeira entre dois times considerados "pequenos". Na ocasião, o Bonsucesso foi campeão ao derrotar a Portuguesa-RJ. O rubro-anil optou por disputar a Copa do Brasil em 2020, deixando a Lusa com a vaga na Série D. Contudo, sem conseguir o acesso para a elite do estadual, o Bonsucesso desfez seu planejamento e desistiu da competição nacional, e sua vaga foi repassada ao Boavista-RJ.
Por conta da pandemia de COVID-19, a edição de 2020 foi cancelada. Na temporada seguinte, a competição foi retomada com a extinção da fase preliminar, reduzindo o número de participantes para 24. O Pérolas Negras sagrou-se campeão ao derrotar o Maricá em disputa acirrada após 22 cobranças de pênaltis. Em 2022, o Volta Redonda foi campeão pela quinta vez; e, em 2023, o título ficou com a Portuguesa-RJ, que logrou sua terceira conquista.

## Resultados

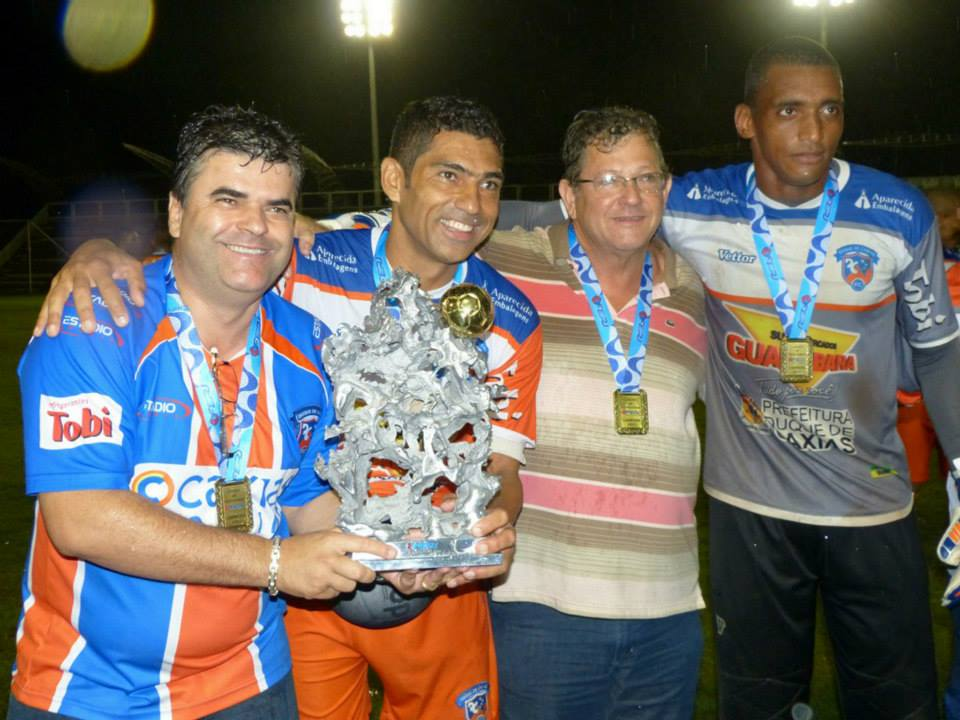
O Duque de Caxias foi campeão do torneio em 2013

O primeiro campeão da história da Copa Rio foi o Flamengo, uma das quatro vezes em que um clube grande do Rio de Janeiro ficou com o troféu da competição. As outras ocasiões ocorreram com o Vasco da Gama, bicampeão em 1992 e 1993, e com o Fluminense, vencedor de 1998.
O maior ganhador da Copa Rio é o Volta Redonda, que contabiliza cinco títulos, o último deles conquistado em 2022. Na sequência, a equipe com mais triunfos é a Portuguesa-RJ, somando três taças. Além do Vasco, já mencionado, mais três equipes venceram o torneio por duas vezes: Tigres do Brasil, Nova Iguaçu e Resende.
Encabeçada pelos quatro títulos das equipes grandes mais os títulos da Lusa, a capital carioca é a cidade mais vencedora do campeonato: somando um título do Madureira e outro do Bonsucesso, o Rio acumula nove troféus da Copa Rio. A segunda cidade mais vitoriosa é Volta Redonda, com os cinco triunfos do clube homônimo. Por sua vez, o município de Duque de Caxias têm quatro títulos com três clubes diferentes: além das conquistas do Tigres, o Duquecaxiense e o Duque de Caxias possuem um título cada.

### Por clube
| Clube                | Títulos                           | Vices                 | 3.º lugar                         | 4.º lugar                   |
| -------------------- | --------------------------------- | --------------------- | --------------------------------- | --------------------------- |
| Volta Redonda        | 5 (1994, 1995, 1999, 2007 e 2022) | —                     | 4 (1998, 2013, 2015 e 2024)       | 1 (1992)                    |
| Portuguesa-RJ        | 3 (2000, 2016 e 2023)             | 3 (2015, 2019 e 2022) | —                                 | —                           |
| Resende              | 2 (2014 e 2015)                   | —                     | —                                 | 3 (2009, 2012 e 2016)       |
| Tigres do Brasil     | 2 (2005 e 2009)                   | —                     | —                                 | 1 (2017)                    |
| Nova Iguaçu          | 2 (2008 e 2012)                   | —                     | —                                 | 1 (2007)                    |
| Vasco da Gama        | 2 (1992 e 1993)                   | —                     | —                                 | —                           |
| Americano            | 1 (2018)                          | 3 (1991, 2008 e 2017) | 5 (1992, 1993, 1996, 1999 e 2021) | 2 (1994 e 2022)             |
| Madureira            | 1 (2011)                          | 3 (1999, 2009 e 2014) | 2 (2008 e 2012)                   | 2 (2010 e 2021)             |
| Fluminense           | 1 (1998)                          | 2 (1992 e 1994)       | —                                 | —                           |
| Boavista-RJ          | 1 (2017)                          | 1 (2013)              | 1 (2014)                          | 1 (2019)                    |
| Flamengo             | 1 (1991)                          | 1 (1993)              | —                                 | —                           |
| Maricá               | 1 (2024)                          | 1 (2021)              | —                                 | —                           |
| Audax Rio            | 1 (2010)                          | —                     | 2 (2009 e 2018)                   | —                           |
| Rubro Social         | 1 (1996)                          | —                     | —                                 | —                           |
| Duquecaxiense        | 1 (1997)                          | —                     | —                                 | —                           |
| Duque de Caxias      | 1 (2013)                          | —                     | —                                 | —                           |
| Bonsucesso           | 1 (2019)                          | —                     | —                                 | —                           |
| Pérolas Negras       | 1 (2021)                          | —                     | —                                 | —                           |
| Bangu                | —                                 | 2 (2010 e 2012)       | 1 (2007)                          | 4 (1995, 1999, 2011 e 2013) |
| Friburguense         | —                                 | 2 (2011 e 2016)       | —                                 | 2 (2014 e 2018)             |
| Olaria               | —                                 | 2 (2023 e 2024)       | —                                 | —                           |
| Macaé                | —                                 | 1 (2005)              | 1 (2011)                          | 1 (1998)                    |
| Itaboraí             | —                                 | 1 (2018)              | 1 (2016)                          | —                           |
| Barra-RJ             | —                                 | 1 (1994)              | —                                 | —                           |
| Mesquita             | —                                 | 1 (1996)              | —                                 | —                           |
| Rodoviário           | —                                 | 1 (1997)              | —                                 | —                           |
| São Cristóvão        | —                                 | 1 (1998)              | —                                 | —                           |
| Casimiro de Abreu    | —                                 | 1 (2000)              | —                                 | —                           |
| Cabofriense          | —                                 | 1 (2007)              | —                                 | —                           |
| Botafogo             | —                                 | —                     | 3 (1991, 1995 e 2000)             | —                           |
| Goytacaz             | —                                 | —                     | 1 (2010)                          | 1 (1996)                    |
| Petrópolis           | —                                 | —                     | 1 (2022)                          | 1 (2015)                    |
| America              | —                                 | —                     | 1 (1994)                          | 1 (2023)                    |
| Coelho da Rocha      | —                                 | —                     | 1 (1997)                          | —                           |
| Miguel Couto         | —                                 | —                     | 1 (2005)                          | —                           |
| São Gonçalo EC       | —                                 | —                     | 1 (2017)                          | —                           |
| Sampaio Corrêa-RJ    | —                                 | —                     | 1 (2019)                          | —                           |
| Serrano              | —                                 | —                     | 1 (2023)                          | —                           |
| América de Três Rios | —                                 | —                     | —                                 | 1 (1991)                    |
| Entrerriense         | —                                 | —                     | —                                 | 1 (1993)                    |
| Heliópolis           | —                                 | —                     | —                                 | 1 (1997)                    |
| Rio das Ostras       | —                                 | —                     | —                                 | 1 (2000)                    |
| Itaboraí Profute     | —                                 | —                     | —                                 | 1 (2005)                    |
| Quissamã             | —                                 | —                     | —                                 | 1 (2008)                    |
| Zinzane              | —                                 | —                     | —                                 | 1 (2024)                    |

### Por cidade
| Clube                 | Títulos | Vices | 3.º lugar | 4.º lugar |
| --------------------- | ------- | ----- | --------- | --------- |
| Rio de Janeiro        | 9       | 14    | 7         | 8         |
| Volta Redonda         | 5       | —     | 4         | 1         |
| Duque de Caxias       | 4       | —     | —         | 1         |
| Resende               | 3       | —     | —         | 3         |
| Nova Iguaçu           | 2       | —     | 1         | 1         |
| Campos dos Goytacazes | 1       | 3     | 6         | 3         |
| Saquarema             | 1       | 1     | 2         | 1         |
| Maricá                | 1       | 1     | —         | —         |
| São João de Meriti    | 1       | —     | 2         | —         |
| Araruama              | 1       | —     | —         | —         |
| Nova Friburgo         | —       | 2     | —         | 2         |
| Itaboraí              | —       | 1     | 1         | 1         |
| Macaé                 | —       | 1     | 1         | 1         |
| Cabo Frio             | —       | 1     | —         | —         |
| Casimiro de Abreu     | —       | 1     | —         | —         |
| Mesquita              | —       | 1     | —         | —         |
| Piraí                 | —       | 1     | —         | —         |
| Teresópolis           | —       | 1     | —         | —         |
| Petrópolis            | —       | —     | 2         | —         |
| São Gonçalo           | —       | —     | 1         | 1         |
| Três Rios             | —       | —     | —         | 2         |
| Belford Roxo          | —       | —     | —         | 1         |
| Quissamã              | —       | —     | —         | 1         |
| Rio das Ostras        | —       | —     | —         | 1         |

## Técnicos campeões

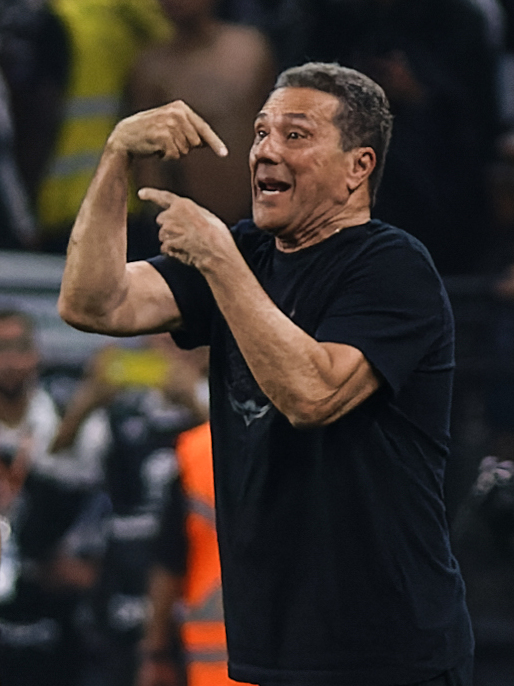
Vanderlei Luxemburgo foi o primeiro técnico vencedor da Copa Rio

A Copa Rio já foi conquistada por diversos técnicos, mas apenas três deles conseguiram o título em mais de uma ocasião. Wilton Xavier foi três vezes campeão comandando o Volta Redonda e é o maior vencedor da história do torneio. Já Manoel Neto foi campeão duas vezes, uma com o Rubro Social e outra com a Portuguesa-RJ. Edson Souza também levou duas equipes diferentes à glória, primeiro o Nova Iguaçu e depois o Resende.
Curiosamente, Edson já havia sido campeão da Copa Rio também como jogador, atuando pelo Vasco da Gama na edição de 1992. Outro nome que levantou o troféu da competição tanto como atleta quanto como treinador é Ailton Ferraz: comandante do Resende em 2015, ele fazia parte do elenco do Flamengo na edição inaugural, em 1991.
Foi justamente na primeira Copa Rio da história que o título ficou com técnico de maior renome da lista: à época em começo de carreira, Vanderlei Luxemburgo era o treinador do Flamengo no título de 1991 e, posteriormente, foi cinco vezes campeão brasileiro, uma vez campeão da Série B e chegou a treinar a Seleção Brasileira. O folclórico Joel Santana é outro comandante vencedor da Copa Rio que depois se tornaria campeão da Série A do Brasileirão, ao conquistar a Copa João Havelange em 2000.
Outros treinadores com uma Copa Rio no currículo e que já venceram divisões do Campeonato Brasileiro são Léo Condé (campeão da Série B de 2023 com o Vitória), Josué Teixeira e Rogério Corrêa (campeões da Série C em 2014 e 2024, com Macaé e Volta Redonda, respectivamente).
| Ano  | Clube            | Treinador            | Ref.          |
| ---- | ---------------- | -------------------- | ------------- |
| 1991 | Flamengo         | Vanderlei Luxemburgo | [ 60 ] [ 61 ] |
| 1992 | Vasco da Gama    | Joel Santana         | [ 62 ]        |
| 1993 | Vasco da Gama    | Alcir Portella       | [ 5 ]         |
| 1994 | Volta Redonda    | Wilton Xavier        | [ 63 ] [ 64 ] |
| 1995 | Volta Redonda    | Wilton Xavier        | [ 65 ]        |
| 1996 | Rubro Social     | Manoel Neto          | [ 66 ] [ 57 ] |
| 1997 | Duquecaxiense    | Jonas Gonçalves      | [ 67 ]        |
| 1998 | Fluminense       | Duílio               | [ 68 ]        |
| 1999 | Volta Redonda    | Wilton Xavier        | [ 69 ]        |
| 2000 | Portuguesa-RJ    | Manoel Neto          | [ 70 ]        |
| 2005 | Tigres do Brasil | Desconhecido         | Desconhecido  |
| 2007 | Volta Redonda    | Valter Ferreira      | [ 71 ]        |
| 2008 | Nova Iguaçu      | Edson Souza          | [ 58 ]        |
| 2009 | Tigres do Brasil | Betão                | [ 72 ]        |

| Ano  | Clube           | Treinador         | Ref.   |
| ---- | --------------- | ----------------- | ------ |
| 2010 | Sendas          | Silvio Marques    | [ 73 ] |
| 2011 | Madureira       | Luiz Cláudio      | [ 74 ] |
| 2012 | Nova Iguaçu     | Léo Condé         | [ 34 ] |
| 2013 | Duque de Caxias | Mário Junior      | [ 35 ] |
| 2014 | Resende         | Edson Souza       | [ 59 ] |
| 2015 | Resende         | Ailton Ferraz     | [ 75 ] |
| 2016 | Portuguesa-RJ   | Nelson Rodrigues  | [ 76 ] |
| 2017 | Boavista-RJ     | Eduardo Allax     | [ 42 ] |
| 2018 | Americano       | Josué Teixeira    | [ 77 ] |
| 2019 | Bonsucesso      | Luciano Quadros   | [ 78 ] |
| 2021 | Pérolas Negras  | Gilmar Estevam    | [ 52 ] |
| 2022 | Volta Redonda   | Rogério Corrêa    | [ 79 ] |
| 2023 | Portuguesa-RJ   | Caio Couto        | [ 80 ] |
| 2024 | Maricá          | Reinaldo Oliveira | [ 81 ] |

## Artilharia

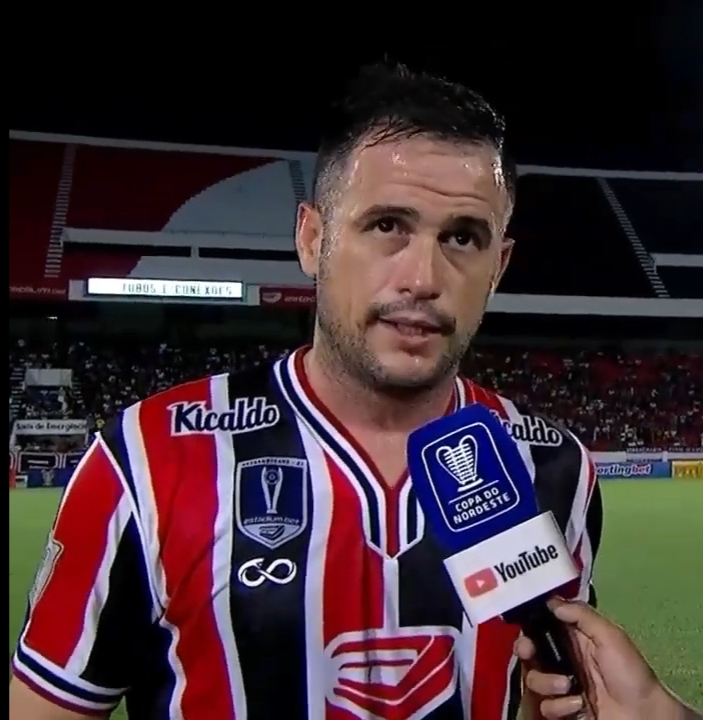
O centroavante Pipico foi um dos artilheiros da Copa Rio de 2010 vestindo a camisa do Bangu

Como a Copa Rio contava com pouca cobertura da imprensa em seus anos iniciais, em especial na década de 1990, a listagem abaixo contempla os artilheiros da competição a partir de sua retomada, em 2007. Considerando apenas este recorte, o maior artilheiro de uma única edição é Daniel (também conhecido como Daniel Marins), que anotou 16 gols em 2009. Ainda nesse cenário, Tiago Amaral se destaca por ter sido o goleador de duas edições, ambas defendendo o Volta Redonda, em 2013 e 2015.
| Ano  | Artilheiro(s)     | Clube(s)          | Gols | Ref.   |
| ---- | ----------------- | ----------------- | ---- | ------ |
| 2007 | Éberson           | Portuguesa-RJ     | 10   |        |
| 2008 | Assumpção         | Olaria            | 13   | [ 82 ] |
| 2009 | Daniel            | Sendas            | 16   | [ 83 ] |
| 2010 | Pipico            | Bangu             | 8    | [ 84 ] |
| 2010 | Rondinelli        | Goytacaz          | 8    | [ 84 ] |
| 2010 | Tiano             | Bangu             | 8    | [ 84 ] |
| 2011 | Wellinton Pimenta | Serra Macaense    | 8    | [ 85 ] |
| 2012 | Derley            | Madureira         | 10   | [ 86 ] |
| 2013 | Tiago Amaral      | Volta Redonda     | 8    | [ 87 ] |
| 2014 | Gilcimar          | America           | 8    | [ 88 ] |
| 2015 | Douglas Caé       | Resende           | 6    | [ 89 ] |
| 2015 | Sabão             | Gonçalense        | 6    | [ 89 ] |
| 2015 | Tiago Amaral      | Volta Redonda     | 6    | [ 89 ] |
| 2016 | Lohan             | Friburguense      | 11   | [ 90 ] |
| 2017 | Felipe Augusto    | Boavista-RJ       | 5    | [ 91 ] |
| 2018 | Cláudio Maradona  | Americano         | 7    | [ 92 ] |
| 2019 | Lelê              | Itaboraí Profute  | 7    | [ 93 ] |
| 2019 | Sorriso           | Sampaio Corrêa-RJ | 7    | [ 93 ] |
| 2021 | Di María          | Americano         | 6    | [ 94 ] |
| 2022 | Jonathan Chula    | Americano         | 6    | [ 95 ] |
| 2022 | Rhainer           | Serra Macaense    | 6    | [ 95 ] |
| 2023 | Guilherme Barrozo | Friburguense      | 7    | [ 96 ] |
| 2023 | Xandinho          | Olaria            | 7    | [ 96 ] |
| 2024 | André Castro      | Zinzane           | 5    | [ 97 ] |
| 2024 | Macário           | Olaria            | 5    | [ 97 ] |
| 2024 | Pablo Thomaz      | Maricá            | 5    | [ 97 ] |